# Avy Kaufman
Pour les articles homonymes, voir Kaufman.
Avy Kaufman, née le 24 janvier 1954, est une directrice de casting américaine pour le cinéma et la télévision.

## Filmographie partielle

### Au cinéma
- 1989 : Miss Firecracker
- 1991 : Le Petit Homme (Little Man Tate)
- 1991 : The Super
- 1993 : Searching for Bobby Fischer
- 1995 : Week-end en famille (Home for the Ho)
- 1997 : Critical Care
- 1998 : Les Joueurs (Rounders)
- 1999 : Sixième Sens (The Sixth Sense)
- 2000 : Séquences et Conséquences (State And Main)
- 2001 : Save The Last Dance
- 2003 : Dogville
- 2004 : Garden State
- 2004 : Les Désastreuses Aventures des orphelins Baudelaire (Lemony Snicket's A Series of Unfortunate Events)
- 2005 : Le Secret de Brokeback Mountain (Brokeback Mountain)
- 2007 : My Blueberry Nights
- 2007 : La Vengeance dans la peau (The Bourne Ultimatum)
- 2007 : American Gangster
- 2008 : Sunshine Cleaning
- 2009 : Taking Woodstock
- 2009 : Solitary Man
- 2009 : Escroc(s) en herbe (Leaves of Grass)
- 2009 : Public Enemies
- 2010 : Salt
- 2010 : Laisse-moi entrer (Let Me In)
- 2011 : Scream 4
- 2011 : Au bord du gouffre
- 2012 : L'Histoire de Pi (Life of Pi)
- 2014 : Before I Disappear
- 2014 : Balade entre les tombes (A Walk Among the Tombstones)
- 2014 : The Salvation

## Récompenses et distinctions
Elle a reçu un Emmy Award en 2008 pour son casting de la série télévisée Damages.